# Bassanne
 Bassanne  là một xã thuộc tỉnh Gironde trong vùng Aquitaine khu vực tây nam nước Pháp. Xã này nằm ở khu vực có độ cao trung bình 12 mét trên mực nước biển